# Nord Stream (компания)

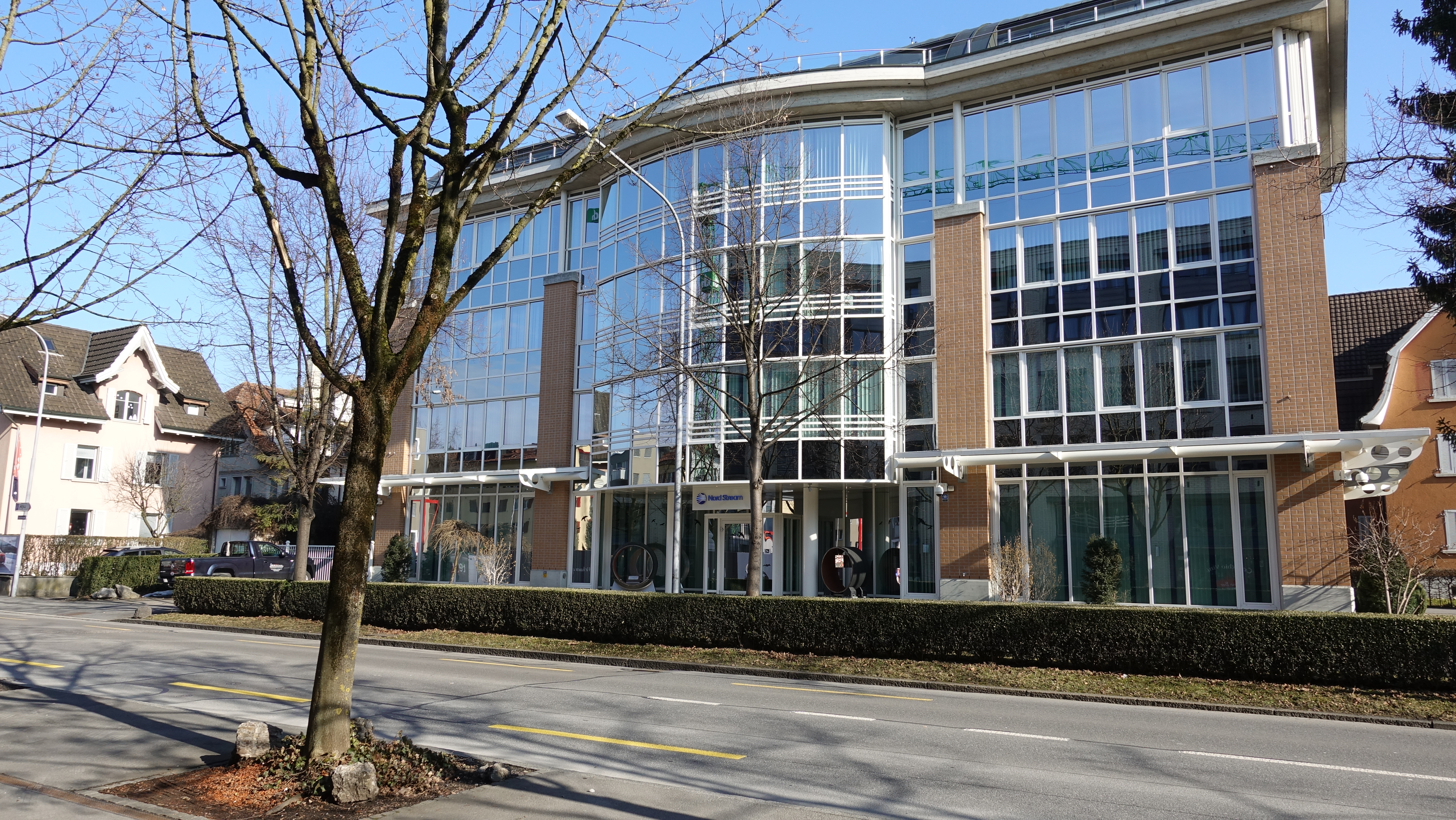
Здание головного офиса в Цуге

Nord Stream AG — швейцарская компания, созданная для управления газопроводом Северный поток (ранее — Северо-Европейский газопровод).
Главная контора (офис) Nord Stream Aktiengesellschaft располагается в городе Цуг (Швейцария). AG основана в 2005 году. Ранее носила название North European Gas Pipeline Company (NEGPC), новое название получила в октябре 2006 года.

## Собственники и руководство
Акционерами Nord Stream AG являются:
| Название компании                            | Количество акций в % |
| -------------------------------------------- | -------------------- |
| Газпром (Россия)                             | 51 %                 |
| Wintershall (подразделение BASF) (Германия)  | 15,5 %               |
| E.ON Ruhrgas (подразделение E.ON) (Германия) | 15,5 %               |
| Nederlandse Gasunie (Нидерланды)             | 9 %                  |
| GDF Suez (Франция)                           | 9 %                  |

Председатель комитета акционеров компании — Герхард Шрёдер (Gerhard Schröder), бывший канцлер Германии.
Управляющий директор — Маттиас Варниг (Matthias Warnig).

### Совет
Членами совета являются:
- Герхард Шрёдер, бывший канцлер Германии, председатель правления
- Алексей Миллер, председатель совета исполнительных директоров ОАО «Газпром»
- Александр Медведев, заместитель председателя совета исполнительных директоров ОАО «Газпром» и генеральный директор ООО «Газпром экспорт»
- Влада Русакова, член совета и руководитель департамента стратегического развития ОАО «Газпром»
- Николай Дубик, член комитета по управлению и руководитель юридического департамента ОАО «Газпром».
- Эггерт Фошерау, заместитель председателя совета исполнительных директоров и директора по персоналу в компании BASF AG
- Райнир Свитсерлоот, председатель правления Wintershall AG
- Буркхард Бергманн, член правления E. ON AG и председатель правления E. ON Ruhrgas AG
- Ханс-Петер Флорен, председатель E. ON Ruhrgas AG транспорта и Co.
- Марсель Крамер, председатель исполнительного совета и генеральный директор Н. В. Gasunie Nederlandse

## Деятельность
Основная цель деятельности компании — проектирование, строительство и эксплуатация газопровода Nord Stream. У компании имеется филиал в Москве.
Прибыль Nord Stream в первом квартале 2012 года составила 1,184 миллиарда рублей, в первом квартале 2013 года — 1,2 млрд рублей.

## Санкции
23 февраля 2022 года из-за признания Россией самопровозглашённых ДНР и ЛНР президент США Джо Байден распорядился ввести санкции против оператора газопровода «Северный поток-2» компании Nord Stream 2 AG и её исполнительного директора Маттиаса Варнига.